# 村山朋彦
村山 朋彦（むらやま ともひこ、1967年9月2日 - ）は、元新潟テレビ21アナウンサー。
国際音楽エンタテイメント専門学校講師（アナウンス技法）も兼務。
新潟県新潟市出身。新潟県立新潟高等学校、慶應義塾大学を卒業後、1991年に入社。2010年3月をもってアナウンス職を離れ、営業部に異動。

## 人物
- かつては深夜番組でジェイズ村山と名乗っていた。
- 血液型B型、12星座は乙女座。
- 趣味はスキューバダイビングだが、しばらくやっていない。
- フリーキャスターの伊藤聡子、元フジテレビの松井みどり、日本テレビの河村亮とは高校時代の同期。
- 小学校からサッカーを始め、大会でベスト４に入ったことも。ポジションはフォワードで足が速かった。
- 高校時代、当時のアメリカ・レーガン大統領が提唱した学生交流プログラムでアメリカに留学した。
- 日常会話に不自由はないらしい。
- 慶應義塾大学在学中、文学座の研究生として活動していた。

## 過去の担当番組
- スーパーJチャンネルにいがた
- 小野沢裕子のいきいきワイド